# 제1기병여단 (일본군)

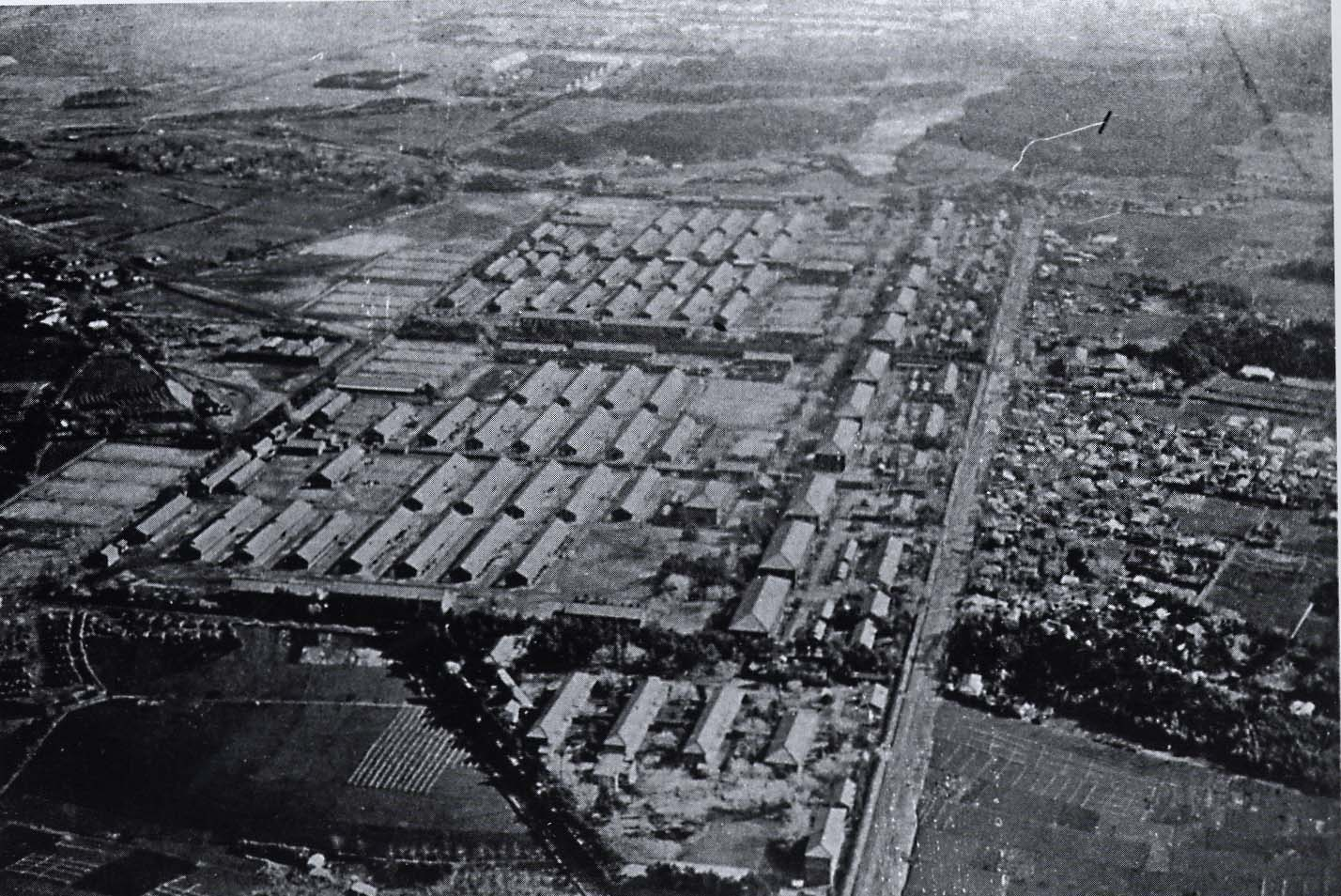
나라사노 기병여단 군영의 전경

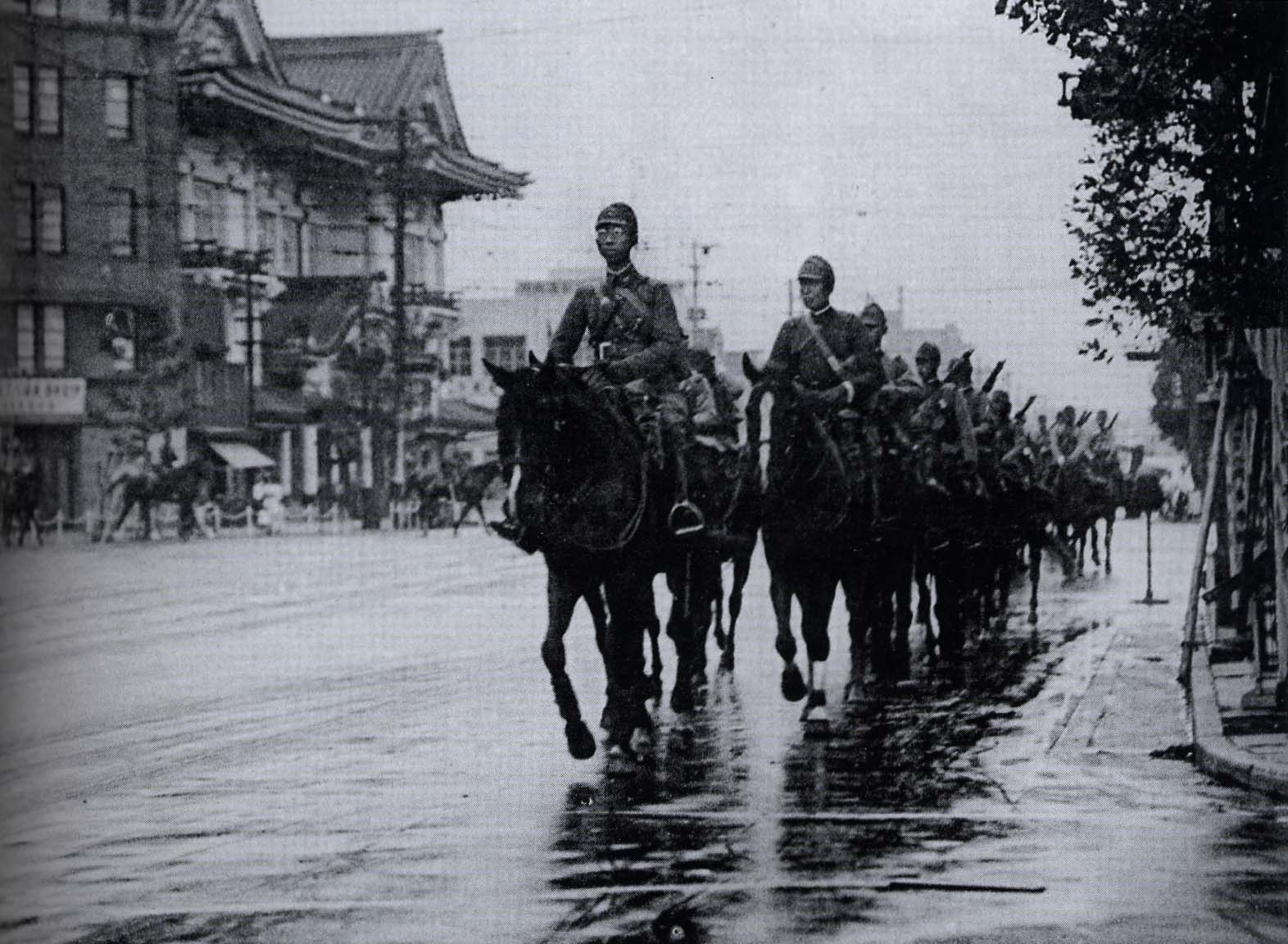
서기 1939년 (쇼와 13년) 제2검열행군 당시 교바시 구 고비키 정 2초메 가무키자 앞을 통과하던 중에 촬영됨.

기병 제1여단(일본어: 騎兵第1旅団 기헤이 다이치료단[*])은 지바현 후나바시시 미야마, 나라시노시 오쿠보지구에 주둔했었던 일본 제국 육군의 기병여단이다.
종전 이후, 여단과 연대 사령부 터는 야하타 공원, 예하 기병 제13연대 주둔지는 도호쿠 대학 나라시노 캠퍼스, 기병 제14연대 주둔지는 니혼 대학 생산공학부의 쓰다누마 캠퍼스가 되었다.

## 역사
1899년, 타카쓰 임시막사(창사)에서 여단 본부가 창설되었다.
1902년, 여단 편성을 마치고 4월 2일에 쓰네누마촌 오우오쿠닛타(大字大久保新田)로 옮겨갔다.
1904년 초기, 러일 전쟁이 일어나자, 아키야마 요시후루 여단장의 제2군 예하 아키야마(秋山) 지대의 일원으로서 참전하여 산데푸 전투에서 카자크 기병대와 격돌하였다. 봉천 전투에는 제3군 소속으로 참가하였다.
1932년, 만주사변이 일어나자, 기관총중대와 기포병중대를 추가 편성하여 중일 전쟁에 참전하기 시작하였다.
1933년, 장갑자동차중대가 편성되었다. 4월 21일, 관동군 예하에 신설된 기병집단에 기병 제4여단과 같이 예속되었다. 이듬해 만주에 상주하기 시작하였다.
1935년, 기포병중대와 장갑자동차중대가 기병집단 예하로 옮겨갔다.
1936년, 예하 각 연대에 기관총중대가 편성되었다.
1938년, 화베이 지방으로 진입하였다.
1939년, 기병집단과 같이 몽강(蒙彊)으로 옮겨갔다. 같은 해 10월에 차량화보병으로 개편되었다.
1942년 10월, 여단이 해산되었다. 이후 부대원들은 12월 1일에 기병집단을 기반으로 제12군 예하에 창설된 전차 제3사단으로 옮겨갔다.

## 산하 부대
- 기병 제13연대
- 기병 제14연대 → 기동보병 제3연대
- 기병 제71연대
  - 4개 차량화중대
  - 1개 기관총중대

## 기록

### 소속
- 제2군; 1904년
- 제3군; 1905년
- 기병집단; 1933년 4월 21일

### 참전
- 러일 전쟁
  - 산데푸 전투
  - 봉천 전투
- 중일 전쟁
  - 만주사변

## 같이 보기
- 일본 제국 육군의 여단 목록#기병

## 참고 자료
- 司馬遼太郎. 《坂の上の雲》 [언덕 위의 구름] (일본어).
- 佐久間亮三; 平井卯輔 (1968). 《日本騎兵史》 (일본어).
- 地域研究資料3 (2003년 3월 31일). “薬園台の歴史 正伯物語” (일본어). 船橋市郷土資料館.
- “絵はがき写真に残された明治～大正～昭和-” (일본어). 船橋市郷土資料館. 2005년 3월 23일.
- “開拓50周年記念誌 『砂塵を越えて』” (일본어). 習友会. 1995.